# 용문호객
용문호객(龍門豪客)은 한국에서 제작된 안현철 감독의 1979년 영화이다. 박종국 등이 주연으로 출연하였고 김기영 등이 제작에 참여하였다.

## 출연

### 주연
- 박종국
- 진성
- 한지일
- 곽무성

## 제작진
- 조명: 김태성
- 미술: 이명수